# Lätt flugvikt i boxning vid olympiska sommarspelen 1988
Resultat från boxning vid olympiska sommarspelen 1988 och herrarnas lätta flugvikt. Boxarna vägde under 48 kg. Tävlingarna arrangerades i Chamshil Students' Gymnasium i Seoul.

## Medaljörer
| Klass         | Guld                       | Silver                 | Brons                             |
| Lätt flugvikt | Ivailo Marinov · Bulgarien | Michael Carbajal · USA | Róbert Isaszegi · Ungern          |
| Lätt flugvikt | Ivailo Marinov · Bulgarien | Michael Carbajal · USA | Leopoldo Serrantes · Filippinerna |

## Resultat

### Första rundan
| Vinnare                | Resultat      | Förlorare            |
| Första rundan          | Första rundan | Första rundan        |
| ---------------------- | ------------- | -------------------- |
| Mark Epton (GBR)       | 5-0           | Damber Bhatta (NEP)  |
| Henry Martínez (ESA)   | 5-0           | Yacine Cheikh (ALG)  |
| Ochirin Demberel (MGL) | KO-3          | Mamoru Kuroiwa (JPN) |

### Andra rundan
| Vinnare                   | Resultat          | Förlorare               |
| Andra rundan              | Andra rundan      | Andra rundan            |
| ------------------------- | ----------------- | ----------------------- |
| Michael Carbajal (USA)    | 3-2               | Oh Kwang Soo (KOR)      |
| Dang Nieu Hu (VIE)        | (RSC)-2, avbruten | Antonio Caballero (ESP) |
| Wayne McCullough (IRL)    | 5-0               | Fred Mutuweta (UGA)     |
| Scott Olsen (CAN)         | KO-1              | Washington Banian (PNG) |
| Chatchai Sasakul (THA)    | 3-2               | Luis Román Rolón (PUR)  |
| Maurice Maina (KEN)       | 4-1               | Mohamed Haddad (SYR)    |
| Róbert Isaszegi (HUN)     | 5-0               | Colin Moore (GUY)       |
| Sadoon Abboud (IRQ)       | RSC-2             | Bounmy Thephavong (LAO) |
| Leopoldo Serrantes (PHI)  | RSC-2             | Hassan Mustafa (EGY)    |
| Sam Stewart (LBR)         | 5-0               | Darwin Angeles (HON)    |
| Thomas Chisenga (ZAM)     | 4-1               | Liu Hsin Hu (TPE)       |
| Mahjoub Mjirich (MAR)     | WO                | Yehuda Ben Haim (ISR)   |
| Jesus Beltre (DOM)        | 4-1               | Marcelino Bolivar (VEN) |
| Aleksandr Machmutov (URS) | 5-0               | Carlos Eluaiza (ARG)    |
| Ivailo Marinov (BUL)      | 5-0               | Mark Epton (GBR)        |
| Henry Martínez (ESA)      | WO                | Ochirin Demberel (MGL)  |

### Tredje rundan
| Vinnare                   | Resultat      | Förlorare              |
| Tredje rundan             | Tredje rundan | Tredje rundan          |
| ------------------------- | ------------- | ---------------------- |
| Michael Carbajal (USA)    | RSC-1         | Dang Nieu Hu (VIE)     |
| Scott Olsen (CAN)         | 5-0           | Wayne McCullough (IRL) |
| Chatchai Sasakul (THA)    | 5-0           | Maurice Maina (KEN)    |
| Róbert Isaszegi (HUN)     | RSC-1         | Sadoon Abboud (IRQ)    |
| Leopoldo Serrantes (PHI)  | 5-0           | Sam Stewart (LBR)      |
| Mahjoub Mjirich (MAR)     | 5-0           | Thomas Chisenga (ZAM)  |
| Aleksandr Machmutov (URS) | 4-1           | Jesus Beltre (DOM)     |
| Ivailo Marinov (BUL)      | 5-0           | Henry Martínez (ESA)   |

### Kvartsfinaler
| Vinnare                  | Resultat      | Förlorare                 |
| Kvartsfinaler            | Kvartsfinaler | Kvartsfinaler             |
| ------------------------ | ------------- | ------------------------- |
| Michael Carbajal (USA)   | 5-0           | Scott Olsen (CAN)         |
| Róbert Isaszegi (HUN)    | 3-2           | Chatchai Sasakul (THA)    |
| Leopoldo Serrantes (PHI) | RSC-3         | Mahjoub Mjirich (MAR)     |
| Ivailo Marinov (BUL)     | 5-0           | Aleksandr Machmutov (URS) |

### Semifinaler
| Vinnare                | Resultat    | Förlorare                |
| Semifinaler            | Semifinaler | Semifinaler              |
| ---------------------- | ----------- | ------------------------ |
| Michael Carbajal (USA) | 4-1         | Róbert Isaszegi (HUN)    |
| Ivailo Marinov (BUL)   | 5-0         | Leopoldo Serrantes (PHI) |

### Final
| Vinnare              | Resultat | Förlorare              |
| Final                | Final    | Final                  |
| -------------------- | -------- | ---------------------- |
| Ivailo Marinov (BUL) | 5-0      | Michael Carbajal (USA) |